# Afer Ucraïnagate: escàndol Trump–Ucraïna
L'afer "Ucraïnagate", o l'escàndol Trump–Ucraïna és un escàndol polític dels Estats Units d'Amèrica. La controvèrsia relaciona el President Trump i oficials superiors de l'administració estatunidenca que van sol·licitar ingerències estrangeres a les eleccions americanes per a beneficiar política i personalment Donald Trump. Tot i que les repetides accions de Trump sol·licitant interferències estrangera constitueixen una violació de la llei, el Departament de Justícia dels Estats Units d'Amèrica no permet la persecució penal del president actiu dels Estats Units d'Amèrica. El 3 d'octubre del 2019 Trump va animar públicament la Xina i Ucraïna a investigar el seu potencial adversari polític Joe Biden abans de les eleccions presidencials dels Estats Units de 2020, una violació de la llei federal. Historiadors i diplomàtics han catalogat la severitat de la controvèrsia d'"inaudita" en la història americana. La controvèrsia ha acabat desembocant en un impeachment contra Donald Trump per abús de poder.
La controvèrsia va sortir a la llum per un informe revelador d'informació que Trump va demanar al President ucraïnès Volodymyr Zelensky el juliol del 2019 per a investigar Joe Biden, l'adversari potencial de Trump a la cursa presidencial del 2020, així com el seu fill Hunter Biden i l'empresa CrowdStrike, i per parlar aquests assumptes amb l'advocat personal de Trump Rudy Giuliani i el fiscal general William Barr. Aquestes al·legacions van ser confirmades per un resum no-textual de la conversa alliberada per la Casa Blanca. L'informant va al·legar que la trucada era part d'una campanya més extensa de Trump, la seva administració, i Giuliani per a pressionar Ucraïna a investigar la famíla Bidens, la qual podria haver inclòs la cancel·lació per part de Trump d'un viatge planificat a Ucraïna del Vicepresident Mike Pence, i la retenció d'ajut financer a Ucraïna. Un missatge de text entre un enviat del departament Estatal a Ucraïna i un oficial ucraïnès va mostrar que la Casa Blanca va supeditar una visita Zelensky - Trump a que Ucraïna investigués una teoria de la conspiració sobre interferències ucraïneses al·legades a les Eleccions Americanes de 2016. A més, el revelador d'informació va al·legar que les gravacions de la trucada entre Trump i Zelensky van ser desplaçades del sistema convencional (i més accessible) on les transcripcions de les trucades presidencials són típicament emmagatzemades, a un sistema reservat pels secrets sensibles del govern. Més endavant la casa blanca de Trump va confirmar que la gravació d'aquella estava emmagatzemda en un sistema altament restringit. Després que es destapés l'afer, els mitjans de comunicació van informar que l'administració Trump també havia restringit l'accés a les gravacions de les converses de Trump amb els dirigents de la Xina, Rússia, Aràbia Saudita, i Austràlia. Més endavant es va destapar que aquests emmagatzematges altament restringits no responien a raons de seguretat nacional -el qual és l'únic motiu vàlid per a emprar tals servidors- sinó que eren per interessos polítics.